# حمد المؤمن
حمد علي محمد المؤمن الشهير باسم حمد المؤمن (1934-1989)؛ مذيع، كاتب وخطاط كويتي، يعد من الإعلاميين الكويتيين الروّاد، ومن مؤسسي إذاعة الكويت، وهو أوّل رئيس للمذيعين فيها، حيث سمّي بكبير المذيعين، وثاني صوت ينطلق عبر الميكروفون بنداء «هنا الكويت»، بعد مبارك الميَّال. والمؤمن أوّل من أذاع خبر استقلال الكويت.

## عنه
درس المرحلة الابتدائية في المدرسة الشرقية، وهو أول مبعوث كويتي لدراسة الإعلام في الخارج، حيث ابتعث بدورة إعلامية نظمتها منظمة اليونسكو في أم درمان بالسودان في العام 1960. بدأ عمله، كخطّاط، في دائرة المالية في العام 1949، ثم استمر بذات المهنة في المحكمة الشرعية الكبرى في العام 1951.

## العمل الإذاعي والإعلامي
بتشجيع من الشيخ عبد الله النوري، بدأ في الإذاعة المدرسية لمدرسة الصباح بعمر السادسة عشر، حيث قدّم أول عمل له، عُرف باسم برنامج ركن الأطفال بابا حمد، وثم غُيِّر اسمه إلى عمو حمد. في العام 1951، التحق عند بداية الإرسال الإذاعي بإذاعة الكويت الرسمية، وغدا من مؤسسيها، وتُسجّل الإذاعة أنّه ثاني صوت ينطلق عبر الميكروفون بنداء «هنا الكويت»، بعد مبارك الميَّال، بينما يرى بعض دارسي تاريخ الإذاعة في الكويت، أنّه أوّل مذيع كويتي نطقها، ذلك أن الميَّال لم يكن إعلاميًّا، بل كان رجلًا عسكريًا، يدير جهاز الإرسال الإذاعي. والمؤمن أوّل من أذاع خبر استقلال الكويت.

## عمله
- أول مدير لتلفزيون الكويت في دبي سنة 1970.